# جمشید بهنام
جمشید بهنام (۱ فروردین ۱۳۰۹ در استانبول – ۱۸ آبان ۱۴۰۰ در پاریس) جامعه‌شناس اهل ایران بود. بهنام استاد جامعه‌شناسی دانشگاه تهران تا سال ۱۳۵۷، عضو مؤسسه مطالعات و تحقیقات اجتماعی و بنیانگذار و رئیس دانشکده علوم اجتماعی این دانشگاه بود که در سال‌های آخر پیش از انقلاب ریاست دانشگاه فارابی را بر عهده داشت. وی از ۱۳۵۸ به پاریس مهاجرت کرد و از سال ۱۹۸۱ قائم مقام دبیرکل شورای جهانی علوم اجتماعی در یونسکو بود.
او از نویسندگان تاریخ ایران کمبریج بوده‌است.

## کتاب‌ها
- ساختار خانواده و خویشاوندی در ایران
- مقدمه‌ای بر جامعه‌شناسی، (به همراه شاپور راسخ)
- تمدن و تجدد: گفتگوی رامین جهانبگلو و جمشید بهنام، چاپ اول ۱۳۸۲، نشر مرکز
- برلنی‌ها: اندیشمندان ایرانی در برلن ۱۹۳۰–۱۹۱۵، تهران: انتشارات فرزان، ۱۳۸۶. شابک: ۰-۰۴۸-۳۲۱-۹۶۴
- ایرانیان و اندیشه تجدد
- تحولات خانواده، ترجمۀ محمدجعفر پوینده